# Hoya madulidii
Hoya madulidii är en oleanderväxtart som beskrevs av D. Kloppenburg. Hoya madulidii ingår i släktet Hoya och familjen oleanderväxter. Inga underarter finns listade i Catalogue of Life.